# Браниця
Брани́ця — село в Україні, у Бобровицькій міській громаді Ніжинського району Чернігівської області. Відстань від центру громади автомобільними шляхами — 11 км, до обласного центру — 90 км. Село знаходиться за 7 км від залізничної станції Бобровиця, що розташована на лінії сполученням Дарниця — Ніжин.
Браниця розкинулася на межі мішаних лісів і лісостепу. З півночі вона притулилася до лісу та боліт, а на південь пішла степова зона. Межує з територіями колишніх Кобижчанської та Рудьківської сільських рад Ніжинського району. Північно-західна частина території колишньої Браницької сільської ради межує з Козелецькою селищною громадою Чернігівської області.
У 2007 році село було газифіковано.

## Географія
Село розташоване на південному сході Ніжинського району Чернігівської області.
Сусідні населені пункти:

## Назва
Про походження назви достовірних даних немає, але, як гадають краєзнавці, є кілька версій:
1. За першою, село колись належало поміщиці Браницькій.
2. За іншою, в основі назви села лежить давньоруське слово «брань» — бій, битва, війна. «Бранитися» — оборонятися, захищатися.
3. Третя ж версія і, мабуть, достовірніша, така: за часів Київської Русі кожне поселення платило київському князю данину. Одні поставляли продукти бджільництва, інші хутра, збіжжя. А Браниця платила данину бранками: молодими гарними дівчатами, якими славилася поліська земля.

## Історія
- Браниця — одне із найдревніших сіл Бобровиччини. Перші згадки датуються літописами 1155 років.
- У переписній книзі Малоросійського приказу (1666) згадується село Браница. У ньому було 28 дворів (серед них 2 дворів — «ґрунтових» без коней та волів), 29 чоловіків. У господарствах загалом було 40 волів та 18 коней (багато порівняно з сусідніми селами). У книзі перераховано всіх чоловіків поіменно.[2]
- У часи Гетьманщини село, скоріш за все, було вільне, тобто не мало над собою феодала. Хоча серед мешканців села була майнова нерівність і конкуренція, були вдалі спроби досягти згоди на рівні громади. Наприклад, 1718 року бідняки жалілися на багатих козаків, «що були волны сѣножати и волно було всѣмъ косить, а в килька лѣтъ завладѣли були товариство до своихъ гаювъ». І «теди товариство… в кого есть синожати и береги, попустило по прежнему всѣмъ вульно косить, якъ одному, такъ и другому, богатому и убогому, и, якъ часъ будетъ косить, прибравшися и оповистившися, жебы всѣмъ разомъ пойти на косовицю, а не поривцемъ, подъ виною, хто би поважился упоромъ своимъ пойти косить».[3]

У Описі Київського намісництва 1787 року у селі Браница Козелецького повіту мешкало 879 осіб різного звання державних людей, козаків і володільців – прапорщика Костеша і полкового хорунжого Пустовойта.
- У 1886 році в Браниці налічувалось 410 дворів, а до 1897 року їхня кількість зросла до 773. За переписом 1897 року в селі мешкали 3874 особи (1924 чоловіка та 1950 жінок). Православними себе назвали 3863.[5]
- У 1897 році в Браниці збудована Преображенська церква. Більшовики, прийшовши до влади, віддали церкву під клуб, і через деякий час вона згоріла.
- У 1928 році організовано перший колгосп «Перемога», голову якого К. С. Острянко того ж року забили заможні селяни (куркулі). Іменем Каленика Острянко названа одна з вулиць села.
- В період 1932—1933 років жертвами голодомору стали 32 жителя Браниці.
- В часи Німецько-радянської війни боронили Батьківщину 950 місцевих жителів, з них 238 нагороджено орденами та медалями, а 370 героїчно загинули на фронті. На території села є чотири братські могили. У 1971 році встановлено обеліск Слави.

### Браницький повстанський комітет[6]
Історія повстанського руху в Браниці починається в кінці 1918 року в період загальноукраїнського повстання, очолюваного Директорією Української Народної Республіки проти гетьмана Павла Скоропадського. Браницька молодь організувалася в загін «Вільного козацтва» у кількості 60-70 чоловік. З наступом військ Директорії загін розпочав активні дії, зокрема арештовував членів партії «Союз хліборобів» — опори гетьманського режиму та інших представників гетьманської влади. Проте влада Директорії УНР протрималася недовго, і вже на початку 1919 року Чернігівщина вдруге опинилася під владою більшовиків. Частина Браницького «Вільного козацтва» залишилася на боці УНР і влилася до лав її армії, інші перейшли на бік більшовиків. Деякі не підтримали відкрито жодну сторону і лишилися в Браниці, нічим себе не виявляючи.
Надії певної частини селянства на більшовиків швидко розвіялися з запровадженням так званої політики «воєнного комунізму» з її продрозкладкою, що фактично перетворилася на грабунок селян, та червоним терором. Селами поширилися повстання. Після закінчення 1-ї Світової війни чимало селян повернулося додому зі зброєю і, що найголовніше, зі знанням військової справи. Ядром новоствореного повстанського загону в Браниці стали колишні вільні козаки, отаманом був обраний Панкрат Дем'янович Хижняк. З самого початку загін був гарно озброєний, крім зброї, що лишилася з часів «вільного козацтва», чимало зброї надали й місцеві селяни.
На початку грудня 1919 року група селян на чолі з Хижняком, озброєних гвинтівками, а подекуди й вилами, вбили в Браниці 11 представників радянської влади, серед яких і голова сільради Бондаренко. Іншим вдалося втекти до Бобровиці, і від них про повстання стало відомо Козелецькій повітовій владі.
Наступного дня Хижняк скликав збори села, де оголосив, що минулої ночі він та його товариші вбили 11 «окошників» (так називали тих радянських працівників, що займалися мародерством). Ще кілька представників радянської влади було арештовано просто на зборах і було вирішено їх розстріляти як мародерів і грабіжників. Був на місці розстріляний Сава Полуян — член сільради і батько вбитого вночі більшовика.
Тим часом до Браниці з Козельця вже прямував каральний загін, командиром якого був інший син Сави Полуяна Андрій. Випередивши свій загін на 15 верст, Полуян, сидячи на підводі з карабіном в руках приїхав прямо на збори. Натовп селян розступився і Хижняк, схопивши гвинтівку і прицілившись з коліна, вбив Полуяна пострілом в голову. Коли каральний загін підійшов до села, повстанці відступили до лісу і ніхто з них схоплений не був. Червоні звільнили присуджених до розстрілу своїх симпатиків, які зразу ж вбили батька та брата одного з повстанців — Дмитра Кушніра. Взявши заручників більшовики повернулися до Козельця.

### Незалежна Україна
12 червня 2020 року, відповідно до розпорядження Кабінету Міністрів України № 730-р «Про визначення адміністративних центрів та затвердження територій територіальних громад Чернігівської області», увійшло до складу Бобровицької міської громади.
19 липня 2020 року, в результаті адміністративно-територіальної реформи та ліквідації Бобровицького району, увійшло до складу Ніжинського району Чернігівської області.

## Політика

### Парламентські вибори, 2019
На позачергових парламентських виборах 2019 року у селі функціонувала окрема виборча дільниця № 740056, розташована у приміщенні школи.
Результати
- зареєстровано 588 виборців, явка 56,12%, найбільше голосів віддано за «Слугу народу» — 33,75%, за Всеукраїнське об'єднання «Батьківщина» — 22,81%, за Радикальну партію Олега Ляшка — 17,19%[9]. В одномандатному окрузі найбільше голосів отримав Борис Приходько (самовисування) — 30,13%, за Сергія Коровченка (самовисування) — 18,91%, за Олега Дмитренка (самовисування) — 12,18%[10].

## Населення
Згідно з переписом УРСР 1989 року чисельність наявного населення села становила 1917 осіб, з яких 759 чоловіків та 1158 жінок.
За переписом населення України 2001 року в селі мешкало 1220 осіб.

### Мова
Розподіл населення за рідною мовою за даними перепису 2001 року:
| Мова       | Відсоток |
| ---------- | -------- |
| українська | 97,54 %  |
| російська  | 1,97 %   |
| білоруська | 0,08 %   |
| вірменська | 0,08 %   |
| молдовська | 0,08 %   |
| інші       | 0,25 %   |

## Освіта
В селі працює Браницька філія І-ІІ ступенів Бобровицького закладу загальної середньої освіти І-ІІІ ступенів №1. Директором школи є Панченко Світлана Миколаївна. Школа розташована за адресою вул. Б.Хмельницького, буд. 8.
В Браниці є 2 бібліотеки з книжковим фондом 13,3 тис. примірників.

## Культура
В селі є будинок культури з залою на 250 місць. При будинку культури діє народний самодіяльний ансамбль «Браничанка», неодноразовий учасник телепрограми «Сонячні кларнети», концертів народної самодіяльності в містах Києві та Чернігові. У 2001 році «Браничанка» гідно представила Чернігівщину в столичному Палаці «Україна».

## Особистості
Уродженці села:
- Ткаченко Галина Іванівна — Герой Соціалістичної Праці, уродженка села Браниця.
- Хома Бриль — перший поселенець села Хомівці, куди переселився з Браниці.
- Клочко Іван Гаврилович (1890—1937) — радянський військовий діяч, комбриг, член Всеросійських Установчих зборів.
- Навроцький Василь Миколайович (1929—2002) — народний художник України.
- Моругий Андрій Миколайович (1974—2014) — український підприємець-аграрій та військовик. Загинув в ході війни на сході України.